# Тиете (река)
Тиете (на португалски: Tietê) е река в югоизточната част на Бразилия, в щата Сао Пауло, ляв приток на река Парана. Дължината ѝ е 1136 km, а площта на водосборния басейн около 150 000 km² (5,8% от водосборния басейн на Парана).
Река Тиете води началото си на 768 m н.в., от северните склонове на планинската верига Сера до Мар, разположена в крайната югоизточна част на Бразилското плато, на около 40 km източно от град Сао Пауло. По цялото си протежение тече основно в северозападно направление през Бразилското плато в предимно дълбока и тясна долина със стотици планински меандри и множество прагове. В най-долното ѝ течение се намира водопада Итапура (височина 22 m, сега там е изградена преградната стена на язовира „Шиоми“). Влива се отляво в река Парана, на 278 m н.в., при малкия град Итапура.
Основни притоци: леви – Сорокаба (227 km, най-голям приток), Жакаре Пепира (174 km), Жакаре Гуасу (155 km), Рио Дорадо (92 km); десни – Парасикаба (115 km), Серву Гранди. Подхранването ѝ е предимно дъждовно с ясно изразено лятно пълноводие. Среден годишен отток в долното течение 2500 m³/s. По нея е изградена каскада от 6 големи язовира „Билингс“, „Пирапора“, „Бара Бунита“, „Барири“, „Промисан“ и „Шиоми“, като в основите на преградните им стени действат мощни ВЕЦ. Плавателна е за плитко газещи речни съдове почти по цялото си течение (около 1100 km), но само на отделни участъци, между преградните стени на изградените язовири. В най-горното ѝ течение е разположен най-големия бразилски град Сао Пауло.